# أجيال (مسلسل أمريكي)
أجيال (بالإنجليزية: Generations)‏ هو مسلسل دراما تم إنتاجه في الولايات المتحدة. بدأ عرضه في سنة 1989 على هيئة الإذاعة الوطنية. بلغ عدد مواسم المسلسل موسمان، بلغ عدد حلقاته 475 حلقة، وتبلغ مدة الحلقة الواحدة 24 دقيقة. تم بث المسلسل لأول مرة بتاريخ 27 مارس 1989 بينما تم بث آخر حلقة منه بتاريخ 25 يناير 1991. من بطولة فيفيكا ا. فوكس، كيلي روثرفورد، بات كراولي وبروس غراي. فاز بجائزة جائزة إيمي دايتايم.

## روابط خارجية
- أجيال على موقع IMDb (الإنجليزية)
- أجيال على موقع روتن توميتوز (الإنجليزية)
- أجيال على موقع ألو سيني (الفرنسية)
- أجيال على موقع قاعدة بيانات الفيلم (الإنجليزية)